# Gatas Parlament
Gatas Parlament (Parlament del Carrer en català) és un grup noruec de rap. Tots tres membres del grup tenen una ideologia d'esquerres, que plasmen a les seues lletres, on per exemple la crítica al president dels Estats Units George W. Bush és un tema recurrent. Gatas Parlament va ser el primer grup de rap de Noruega que va cantar en noruec, ja que els primers grups de rap del país com Warlocks o A-Team, ho feien en anglès.
Gatas Parlament van començar l'any 1993, agafant el nom de Kveldens Høydepunkt (El més destacat de la nit). No obstant això Don Martin no estava d'acord amb el nom, i per això el van descartar. Més endavant, els membres del grup van assistir a un discurs pronunciat per Carl I. Hagen, president del Partit del Progrés (de tendència conservadora), on van llançar-li ous i fruita podrida. Aquest fet va comportar que Hagen declarara que gatens parlament (el parlament del carrer) governava el país, i els tres rapers es van quedar amb el nom (substituint gatens per gatas, més apropiat per al seu sociolecte).
Al llarg del 2007 Gatas Parlament va fer una col·laboració amb Hopalong Knut, una banda de ska de Trondheim que utilitza el dialecte trønder de la llengua noruega. Quan ambdós grups actuen junts, utilitzen el nom de Samvirkelaget (en català la cooperativa obrera).
L'any 2011 un dels membres fundadors del grup, Aslak Borgersrud (germà d'Elling Borgersrud) va abandonar el grup per a centrar-se en altres projectes i va ser reemplaçat per Jester (Alex Molkom), que ja havia treballat amb Gatas Parlament prèviament com a productor i raper convidat.
El grup va causar controvèrsia a Noruega pel seu vídeo "Antiamerikansk Dans" (ball antiamericà) en col·laboració amb el raper suec Promoe i la seua web killhim.nu (literalment mateu-lo ara), on es pretenia recaptar diners per a una recompensa pel cap de George W. Bush. La campanya va provocar la reacció de l'ambaixada estatunidenca a Noruega, i la web va ser consegüentment tancada. No obstant això, la policia noruega va trobar que la campanya era satírica, i que no hi havia cap base per a l'enjudiciament dels artistes.
Elling Borgersrud, membre del grup, va ser triat per a les eleccions nacionals noruegues com un candidat polític menor per l'Aliança Electoral Roja

## Discografia
Àlbums
- Holdning Over Underholdning (2001)
- Bootlegs, B-sider & Bestiser (recopilatori, 2004)
- Fred, Frihet & Alt Gratis (2004)
- Kidsa Har Alltid Rett (2008)
- Apocalypso (2008)
- Dette Forandrer Alt (2011)

EP
- Autobahn Til Union (1994)
- Slå Tilbake (1997)
- Counter Strike EP (2008)

Senzills
- Naturkraft (1997)
- Stem Gatas Parlament (1999)
- Nå om da'n (2001)
- Bombefly (2004)
- Anti-amerikansk dans (2004)
- Spis de rike (2004)